# Luciano Rezende
Luciano Santos Rezende (Cachoeiro de Itapemirim, 22 de março de 1962) é um médico, e ex-atleta e político brasileiro, filiado ao Cidadania. Foi o 58º prefeito de Vitória de 2013 a 2020.

## Biografia
Luciano é médico, pós graduado em medicina esportiva. Com destaque por sua atuação esportiva, foi campeão brasileiro (1979 e 1986) e campeão sul-americano de Remo (Uruguai/1979). Também obteve o 6º lugar no Campeonato Mundial Universitário de Remo na Holanda, em 1986.
Foi vereador em Vitória de 1995 a 2008. Em 2008, disputou com o prefeito João Coser a prefeitura de Vitória. Conseguiu 32% dos votos mas acabou derrotado em primeiro turno.
Em 2010, é eleito deputado estadual com mais de 20 mil votos.
Em 2012, disputou novamente o cargo de prefeito de Vitória, enfrentando o ex-prefeito Luiz Paulo Vellozo (PSDB) e a ex-ministra e deputada federal Iriny Lopes (PT). Contrariando todas as pesquisas, que apontavam o candidato do PSDB como favorito, Luciano vence o primeiro turno com 39% dos votos e se credencia para o segundo turno contra o adversário tucano, de quem já foi secretário. Em 28 de outubro de 2012, conseguiu garantir uma vitória apertada com cerca de 52% dos votos.
Em 30 de outubro de 2016, Luciano foi reeleito prefeito de Vitória no segundo turno das eleições municipais de 2016, com 51% dos votos, derrotando o deputado estadual Amaro Neto (SD).